# Lampetis muataeformis
Lampetis muataeformis es una especie de escarabajo del género Lampetis, familia Buprestidae. Fue descrita científicamente por Obenberger en 1916.